# Weltregierung

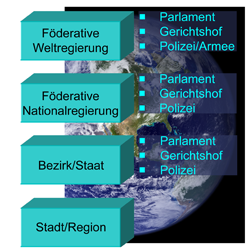
Mögliche Hierarchie einer Weltregierung

Als Weltregierung (oder Weltstaat) bezeichnet man die hypothetische Einheit einer Regierungsebene – oder einer Reihe solcher Ebenen – mit flächendeckender Legitimation über den gesamten Planeten. Eine derartige Weltregierung hat bisher noch nicht existiert, selbst wenn große Imperien und Weltmächte diesen Anspruch verfolgt haben. Beispiele aus der Geschichte scheiterten nicht nur an unzureichenden Kommunikations- und Reisemöglichkeiten, an verschiedenen Sprachen und Moralvorstellungen, sondern auch an den praktischen Schwierigkeiten, eine einheitliche Organisation oder Regierung auf der gesamten Welt durchzusetzen.
Zu unterscheiden ist zwischen einer demokratisch gewählten Weltbürgerregierung und einer von den aktuellen Machtkonstellationen dominierten Weltregierung. Erstere Option strebt spätestens seit 1948 die Weltbürgerbewegung an.

## Geschichte
Die Idee einer Regierung der Welt wurde schon bei den griechischen beziehungsweise hellenistischen Philosophen und Kosmopoliten diskutiert, unter ihnen Platon, Aristoteles und Zenon von Kition. Auch Philosophen der Neuzeit wie Immanuel Kant (Zum ewigen Frieden), Friedrich Nietzsche und Bertrand Russell haben über das Thema geschrieben.
Albert Einstein setzte sich ebenfalls für eine Weltregierung ein. Auch im asiatischen Kulturkreis wurde die Idee einer Weltregierung diskutiert. So zum Beispiel zu Beginn des 20. Jahrhunderts durch den chinesischen Philosophen Kang Youwei, dessen Schrift Große Gemeinschaft aus dem Jahre 1902 den amerikanischen Präsidenten Wilson von der Notwendigkeit zur Gründung des Völkerbunds überzeugt haben soll.
Mit dem Ziel der besseren Organisation der Welt befassen sich die Weltföderalisten. Die von ihnen angestrebten Einrichtungen werden von einigen Mitgliedern als Weltregierung bezeichnet.

## Volkswirtschaft
Laut dem politischen Trilemma der Weltwirtschaft des Ökonomen Dani Rodrik besteht ein Spannungsverhältnis zwischen der Hyperglobalisierung und der politischen Demokratie. Um diesem Spannungsverhältnis Rechnung zu tragen, ist für das Festsetzen globaler Regeln im Rahmen der Hyperglobalisierung eine Weltregierung vonnöten. Ohne diese wäre in einer solchen Situation das reibungslose Funktionieren globaler Märkte nicht möglich.

## Sonstiges
Die Rechtsfakultät der Universität von Chicago hat von 1945 bis ca. 1949 den Vorentwurf einer Weltverfassung ausgearbeitet. Seit 2008 befasst sich die World Policy Conference jährlich mit dem Entwurf von Grundzügen einer Weltregierung, die einerseits der Existenz unabhängiger Staaten Rechnung tragen und andererseits die durch die Globalisierung geschaffenen Fakten anerkennen soll.

## Verschwörungstheorien
Es kursieren verschiedene Verschwörungstheorien, nach denen wahlweise die Teilnehmer der Bilderberg-Konferenz, die Gruppe der Sieben („G7“), die Hochfinanz, die Rothschilds oder das Weltjudentum anstreben würden, die Souveränität der einzelnen Nationalstaaten zugunsten einer Weltregierung abzuschaffen, oder dieses Ziel bereits erreicht hätten.

## Weltregierung in der Science Fiction

Emblem der Vereinigten Erde im Star-Trek-Universum

In mehreren Science-Fiction-Narrationen kommen Weltregierungen vor, so unter anderem bei Perry Rhodan, in Isaac Asimovs Foundation-Zyklus und verfilmt in Raumpatrouille Orion sowie im Star-Trek-Universum. Ein jüngeres Beispiel liefert die Romanreihe The Expanse.
In dem Gedicht Das letzte Kapitel von Erich Kästner befiehlt eine Weltregierung den Mord an allen Menschen, um „endlich Frieden zu stiften“.
Auch in der Manga- und Anime-Reihe One Piece gibt es eine Weltregierung. Von den Konzepten in diesem Artikel unterscheidet sie sich jedoch, da One Piece in einer komplett fiktiven Welt spielt.